# 旋泳鯔
旋泳鯔為輻鰭魚綱鯔形目鯔科的其中一種，分布於西大西洋區，從美國佛羅里達州至巴西海域，體長可達46公分，棲息在沿岸海域、潟湖、河川下游。

## 擴展閱讀
維基物種上的相關：旋泳鯔